# GameStop
Ne doit pas être confondu avec GameSpot.

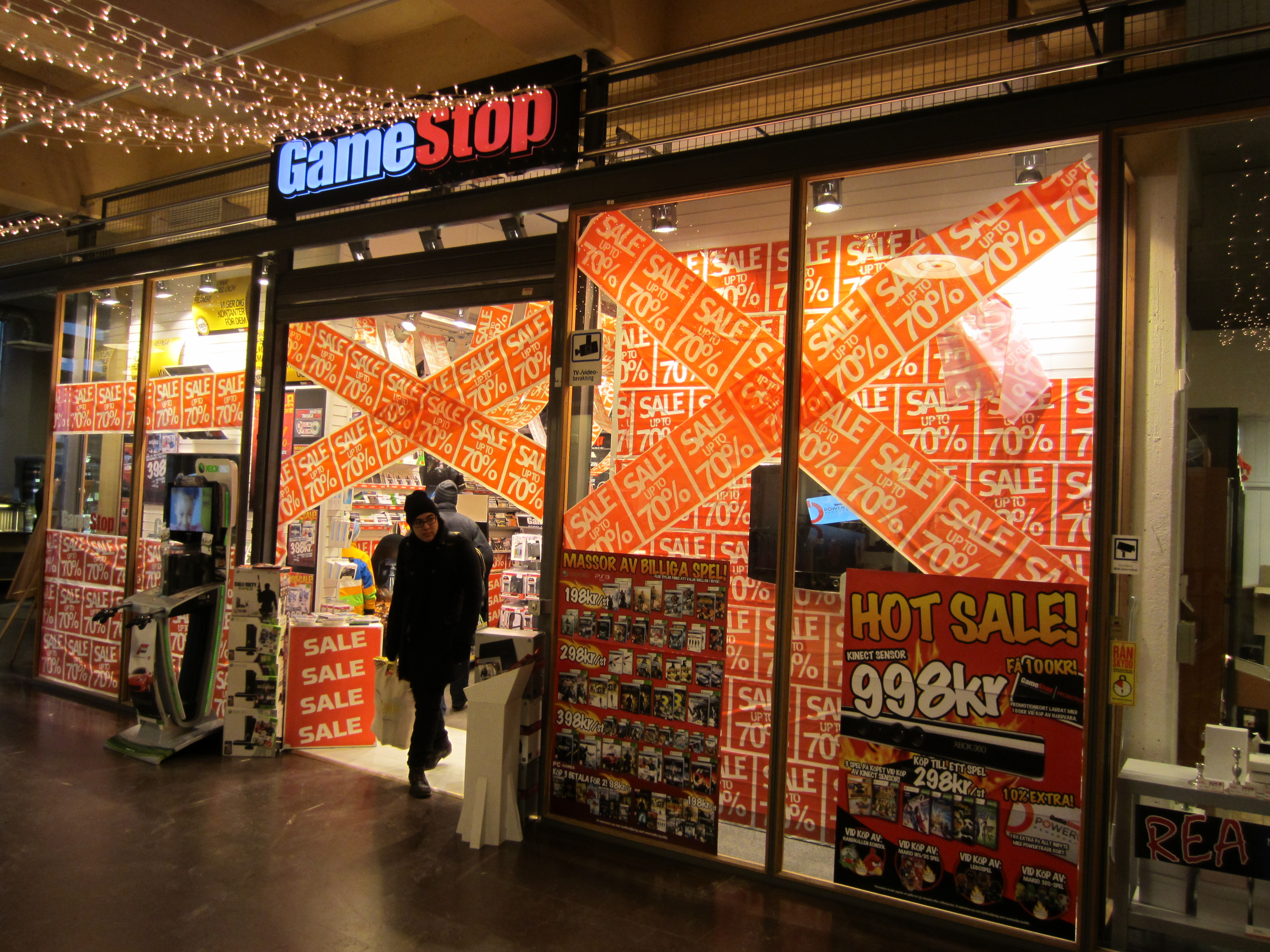
Magasin GameStop à Umeå

GameStop (EB Games, anciennement Babbage's) est une entreprise spécialisée dans la distribution de jeux vidéo et de matériel électronique. Le siège de la société est situé à Grapevine, au Texas. En janvier 2022, la société comptait 4 537 points de vente répartis dans le monde entier.

## Histoire
En octobre 2008, GameStop a racheté Micromania, alors premier revendeur de jeux vidéo en France.
En 2010, J. Paul Raines est désigné comme CEO.
En décembre 2018, GameStop annonce la vente de sa filiale Spring Mobile, qui possède notamment près de 1 300 magasins sous marque AT&T, à Prime Communications pour 770 millions de dollars.

### 2019

#### Des actionnaires insatisfaits
En février 2019, l'actionnaire Hestia Capital écrit une lettre au conseil d'administration pour suggérer des changements, notamment des économies et des rachats d'actions. Insatisfait de la réponse, Hestia Capital s'allie avec Permit Capital. Les deux investisseurs possèdent 1.3% du capital de la compagnie à ce moment. Ils annoncent vouloir proposer des candidats alternatifs pour la prochaine élection du conseil d'administration. Finalement, le conseil d'administration signe un accord avec les actionnaires. Dans le cadre de cet accord, certains changements demandés par les actionnaires seront implémentés, notamment des rachats d'actions.

#### Rachat d'actions
En 2019, GameStop profite du faible prix de ses actions pour racheter environ un tiers de ses actions en circulation à un prix inférieur à leur valeur comptable.
Un rachat d'action a pour conséquence la diminution du nombre d'actions en circulation. Cela fait mathématiquement augmenter la part de propriété des actionnaires restants.

### 2020

#### Victoire des actionnaires activistes à l'assemblée générale
En juin 2020, les actionnaires activistes Hestia Capital et Permit Capital (qui possèdent ensemble 7.5% de la compagnie) parviennent à faire élire Kurt Wolf et Paul Evans au conseil d'administration et à faire éjecter du conseil Jerome Davis et Thomas Kelly, que les activistes avaient beaucoup critiqués,. En comptant Lizabeth Dunn, les activistes ont donc réussi a faire entrer trois représentants au total sur les dix membres que compte le conseil d'administration de GameStop.
La composition du conseil d'administration à la suite de l'assemblée générale est la suivante :
- Kathy Vrabeck (Membre depuis 2012. Présidente depuis 2020) ;
- Carrie Teffner (Membre depuis 2018) ;
- George Sherman (Membre depuis 2019 et directeur général) ;
- Lizabeth Dunn (Membre depuis 2019) ;
- Raul Fernandez (Membre depuis 2019) ;
- Reggie Fils-Aimé (Nouveau membre) ;
- Kurt Wolf (Nouveau membre) ;
- Paul Evans (Nouveau membre) ;
- William Simon (Nouveau membre) ;
- James Symancyk (Nouveau membre).

#### Entrée de Ryan Cohen (RC Ventures) au capital
En août 2020, Ryan Cohen (en) achète 9% des actions du groupe via sa société RC Ventures.
Ryan Cohen est un investisseur activiste qui veut pousser la société à développer les activités d'e-commerce du groupe et fermer des magasins déficitaires dans certains centres commerciaux.
En décembre 2020, Ryan Cohen augmente sa participation à 12.9%.

#### Partenariat avec Microsoft
En octobre 2020, GameStop signe un partenariat pluriannuel avec Microsoft. L'accord prévoit l'utilisation par le groupe de services et produits de Microsoft, mais également la vente de produits Microsoft aux clients de GameStop. Microsoft versera une commission sur les ventes digitales (jeux, DLCs, abonnements etc.) faites à partir des Xbox vendues par GameStop.

### 2021

#### Renouvellement du conseil d'administration et de la direction
En janvier 2021, le conseil d'administration s'agrandit de trois membres proposés par RC Ventures : Ryan Cohen, Alan Attal et Jim Grube,. Au total, l'ensemble des actionnaires activistes ont donc six représentants sur les treize membres du conseil d'administration. Le conseil d'administration prévoit qu'après l'assemblée générale du mois de juin, le conseil soit réduit à neuf membres, dont une majorité de cinq membres représentant les actionnaires activistes.
En mars 2021, GameStop crée un comité chargé de sa transformation. Les actionnaires activistes Ryan Cohen (RC Ventures) et Kurt Wolf (Hestia Capital Management) font partie de ce comité.
L'administrateur Reggie Fils-Aimé, qui n'est pas membre du comité, affirme plus tard avoir été mis à l'écart par Ryan Cohen. Ce dernier voulait limiter fortement le nombre de personnes informées de la stratégie du groupe afin d'éviter que les concurrents de GameStop ne la connaissent à l'avance. Reggie Fils-Aimé décide de quitter le conseil d'administration dans l'année.
En avril 2021, la compagnie annonce la nomination de deux nouveaux membres du conseil d'administration qui entreront en fonction à l'assemblée générale de juin : Larry Cheng et Yang Xu. Ryan Cohen sera nommé président du conseil d'administration.
Plus tard dans le mois, le directeur général, George Sherman, annonce qu'il quitte l'entreprise en juillet 2021, soit deux ans après sa nomination au poste. La raison de son éviction par le conseil d'administration est son manque d'expertise en matière d'e-commerce.
La composition du conseil d'administration à l'issue de l'assemblée générale de juin est la suivante :
- Ryan Cohen (Membre depuis janvier 2021 et nouveau président du conseil) ;
- George Sherman (Membre depuis 2019 et directeur général) ;
- Alan Attal (Membre depuis janvier 2021) ;
- Jim Grube (Membre depuis janvier 2021) ;
- Larry Cheng (Nouveau membre) ;
- Yang Xu (Nouveau membre).

#### Augmentations de capital et remboursement de dettes
GameStop lève 551 millions de dollars lors d'une première augmentation de capital en avril 2021, puis 1,13 milliard de dollars lors d'une seconde augmentation de capital en juin 2021. Le 3 mai 2021, la société annonce avoir utilisé une partie de cet argent pour rembourser de manière anticipée l'intégralité de ses dettes de long terme, soit 216,4 millions de dollars d'obligations à 10% d'intérêts dont le remboursement était normalement dû en 2023.

#### Développement du e-commerce
La société annonce le 3 mai 2021 qu'elle va ouvrir un centre de distribution de 700 000 pieds carrés (environ 65 000 mètres carrés) à York en Pennsylvanie,.
Le 9 juin 2021, GameStop annonce que Matt Furlong sera le nouveau CEO et Mike Recupero le nouveau CFO. Tous deux travaillaient pour Amazon avant leur nomination,. Depuis l'entrée de Ryan Cohen au conseil d'administration de GameStop, de nombreux employés venant d'Amazon ont été engagés.
Le 6 juillet 2021, la compagnie annonce l'ouverture d'un autre centre de distribution à Reno dans le Nevada pour servir la côte Ouest des États-Unis,.
Dès le 28 juillet 2021, les magasins et sites canadiens du groupe, précédemment connus sous la marque EB Games, passent progressivement sous la marque GameStop.

### 2022
En mars 2022, Ryan Cohen, le président du conseil d'administration, achète 100 000 actions supplémentaires et amène sa participation à 11.9%.
Toujours en mars 2022, la société de conseil Boston Consulting Group attaque en justice GameStop pour des « factures impayées » de 30 millions de dollars. GameStop, qui possède 1.3 milliard de dollars de liquidités et équivalents, annonce vouloir « se battre » en justice et indique être « fière de ne plus utiliser les services de sociétés comme BCG pour aucun service. »

#### Développement d'une place de marché de NFTs dans le domaine du jeu vidéo
Le 3 février 2022, GameStop annonce un partenariat avec Immutable X. Dans le cadre de ce partenariat, Immutable X offre 100 millions de dollars de ses propres tokens qui vont être distribués aux créateurs de NFT,,.
En juillet 2022, GameStop lance la version beta de sa place de marché de NFTs. En seulement deux jours, le volume d'échange sur la plateforme de GameStop dépasse le volume total de NFTs (en ethereum) sur la plateforme de Coinbase ouverte depuis le mois d'avril. En octobre 2022, la place de marché de NFTs de GameStop est officiellement lancée. La place de marché permet notamment d'échanger des éléments utilisables dans certains jeux vidéo,.

#### Magasins physiques
En août 2022, GameStop annonce des augmentations de salaire et des distributions d'actions du groupe pour des milliers d'employés de ses magasins, notamment les gérants.
En décembre 2022, l'entreprise italienne Cidiverte achète la filiale suisse de GameStop. Les magasins seront exploités sous la marque Gamelife dès avril 2023.

### 2023
GameStop annonce un bénéfice au 4e trimestre 2022 (qui se termine fin janvier 2023), alors que les analystes financiers attendaient une perte.
En septembre 2023, Ryan Cohen, le président de conseil d'administration et plus grand actionnaire de l'entreprise, est nommé directeur général. Comme pour son poste de président du conseil d'administration qu'il conserve, il ne demande pas de salaire à l'entreprise pour ce nouveau poste.

### 2024
GameStop fait un bénéfice annuel de 6,7 millions de dollars lors de l'exercice 2023 qui se termine le 3 février 2024. La compagnie n'avait pas généré de bénéfice annuel depuis l'exercice 2017.
Après avoir acheté les magasins suisses du groupe en 2022, l'entreprise italienne Cidiverte achète la filiale italienne de GameStop en novembre 2024.

### 2025
Le 18 Février 2025, GameStop annonce dans un communiqué de presse son intention de se séparer de sa filiale française Micromania ainsi que sa filiale Gamestop Canada .

## Conseil d'administration
Le conseil d'administration est composé depuis 2021 de :
- Ryan Cohen (président) ;
- Alan Attal ;
- Jim Grube ;
- Larry Cheng ;
- Yang Xu ;
- Matt Furlong (2021-2023).

## Actionnariat
Selon les informations publiques les plus récentes au 3 novembre 2022, les actionnaires de GameStop sont les suivants :
| RC Ventures LLC                     | 12%   |
| Iridian Asset Management LLC        | 8,19% |
| The Vanguard Group, Inc.            | 7,73% |
| Senvest Management LLC              | 6,63% |
| Maverick Capital Ltd.               | 6,12% |
| Epoch Investment Partners, Inc.     | 4,81% |
| SAB Capital Management LP           | 4,73% |
| Rainier Investment Management LLC   | 4,14% |
| Aristeia Capital LLC                | 3,87% |
| Cornerstone Investment Partners LLC | 3,53% |

### Transfert d'actions et enregistrement au registre des actionnaires
De nombreux actionnaires de GameStop ont décidé de transférer leurs actions chez l'agent de transfert de la compagnie, la société Computershare (en) en utilisant le Direct Registration System. GameStop indique en décembre 2021 que 5,2 millions d'actions sont enregistrées chez Computershare par des actionnaires, puis annonce le nombre de 8,9 millions d'actions en mars 2022, et le nombre de 12,7 millions d'actions en date du 30 avril 2022. En 2023, 76 millions d'actions, soit environ 25% des actions en circulation, sont détenues et enregistrées chez l'agent de transfert par des actionnaires.  Une des raisons de ces transferts des banques vers l'agent de transfert pour être enregistré au registre des actionnaires de la société serait la peur par les actionnaires que leurs actions soient prêtées par leur banque à des hedge funds qui pourraient ainsi vendre les actions à découvert.
Selon la compagnie, 197 058 actionnaires sont enregistrés dans le registre des actionnaires le 22 mars 2023, contre 125 543 le 11 mars 2022, 1 683 le 17 mars 2021 et 1 425 le 20 mars 2020.

## Affaire GameStop
En janvier 2021, le cours de l'action GameStop est sujet à une augmentation massive sous l'impulsion du subreddit WallStreetBets,,. Cela se produit peu de temps après une déclaration d'Andrew Left, directeur du fonds Citron Research, prévoyant que la valeur de l'action diminuerait. Celle-ci augmente en réalité de plus de 600 % le 26 janvier et sa forte volatilité entraîne l'arrêt du trading à plusieurs reprises. Un autre hedge fund, Melvin Capital, est contraint de demander 2,75 milliards de dollars à d'autres groupes privés pour couvrir ses pertes sur l'action GameStop. La presse francophone qualifie cette action d'« Affaire GameStop »,,.
Le 24 janvier 2021, un modérateur de WallStreetBets déclare qu'il n'y a « aucun effort organisé de la part de la modération pour promouvoir, conseiller ou recommander des actions ».
Après la clôture de l'action GameStop en hausse de 92,7 % le 26 janvier 2021, l'entrepreneur Elon Musk tweete un lien vers le subreddit, ce qui augmente encore l'effet de l'opération boursière. Cela a un effet sur le nombre d'abonnés de r/wallstreetbets, qui passe de 2,2 millions d'abonnés la veille à plus de 8 millions d'abonnés une semaine plus tard.
Le 2 février 2021, le cours de l'action GameStop chute de 60 % à Wall Street. Le 24 février 2021, le cours augmente de plus de 150% en l'espace de 2 heures. Selon l'analyste Michael Pachter, les vendeurs à découvert continuent de faire pression sur l'action GameStop. « Au fur et à mesure que les prix augmentent, de plus en plus de positions courtes continuent à entrer sur GameStop. C'est un cercle vicieux pour les positions courtes et un cercle vertueux pour les positions longues », indique-t-il. Accusant certains fonds spéculatifs de manipuler le cours, des personnes (notamment sur Reddit) indiquent qu'elles conservent leurs actions.
En mai 2021, certains fonds spéculatifs continuent de miser sur la baisse du titre GameStop à travers des options. Le 12 mai 2021, le compte Twitter GameStop a fait référence au « MOASS » (mother of all short squeezes) dans plusieurs tweets et interactions, ce qui a renforcé la croyance des utilisateurs de Reddit selon laquelle l'action augmenterait massivement à l'occasion d'une liquidation forcée des positions courtes (short squeeze),.